# زیلان

نگاره‌ای از ساختار فرضی زیلان

زیلان (به فرانسوی: xylane‎، به انگلیسی: xylan) (فرمول شیمیایی: C5H10O5) گروهی از همی‌سلولز‌ها است که از دیواره یاخته برخی گیاهان مانند جلبک‌ها استخراج می‌شود. زیلان در اصل پلی‌ساکارید (چندقندی) است که از واحدهای پنتوز گزیلوز پدید می‌آید. معمولاً ۱۰ تا ۳۵ درصد همی‌سلولوز سخت‌چوب‌ها و ۱۰ تا ۱۵ درصد همی‌سلولوز نرم‌چوب‌ها از زیلان تشکیل شده‌اند.
زیلان اصلی در سخت‌چوب‌ها (به انگلیسی: O-acetyl-4-O-methylglucuronoxylan) است و در نرم‌چوب‌ها (به انگلیسی: arabino-4-O-methylglucuronoxylans) است.